# WinPlan
WinPlan (Eigenschreibweise WINPLAN) war eine Software zur teilautomatischen, interaktiven Stundenplanerstellung für Windows. Das Programm wurde im Auftrag des Ministeriums für Schule und Weiterbildung des Landes Nordrhein-Westfalen (MSW) von Walter Schrewe entwickelt. Die Entwicklung ist seit Dezember 2012 eingestellt und durch Plan 42 ersetzt.

## Funktionsweise
In WinPlan wird das Verfahren nachgebildet, das von der Planung des Stundenplans an der Stecktafel bekannt ist. Zuerst gibt man die Unterrichtsverteilung ein, dann die Vorgaben für den Plan, danach wird der Plan gerechnet und anschließend optimiert. Die Unterrichtsverteilung sowie zahlreiche Pläne und Listen lassen sich ausdrucken. Auch der tägliche Vertretungsplan kann mit dem Programm erstellt werden. Alle Eingaben werden auf Zulässigkeit überprüft.

## Weiterentwicklung
Am 26. November 2012 gab Frank Pfotenhauer, Fachberater für Schulverwaltungssoftware des MSW im Schulverwaltungsforum NRW bekannt, dass die Entwicklung von WinPlan eingestellt ist. Zuvor gab es bereits Nachfragen zur Lauffähigkeit von WinPlan auf 64-Bit-Betriebssystemen. WinPlan ist als 16-Bit-Anwendung konzipiert; die Unterstützung für 16-Bit-Anwendungen ist in 64-Bit-Windows-Versionen nicht gegeben, weshalb die Software auf diesen Versionen von Windows nicht läuft. Auch nach der Einstellung wurden im Schulverwaltungsforum NRW gemeldete Fehler zu WinPlan durch Updates behoben.
Walter Schrewe gab am 5. Dezember 2012 bekannt, die Software in Zusammenarbeit mit einem namhaften Softwarehaus weiterzuentwickeln.